# Сосновка (Ічалківський район)
Сосно́вка (рос. Сосновка, ерз. Сосновка) — селище у складі Ічалківського району Мордовії, Росія. Входить до складу Берегово-Сиресівського сільського поселення.

## Населення
Населення — 14 осіб (2010; 72 у 2002).
Національний склад (станом на 2002 рік):
- ерзяни — 83 %